# UFC Fight Night: Condit vs. Kampmann 2
UFC Fight Night: Condit vs. Kampmann 2（ユーエフシー・ファイトナイト：コンディット・バーサス・カンプマン・ツー、別名UFC Fight Night 27）は、アメリカ合衆国の総合格闘技団体「UFC」の大会の一つ。2013年8月28日、インディアナ州インディアナポリスのバンカーズ・ライフ・フィールドハウスで開催された。

## 大会概要
本大会ではカーロス・コンディットとマルティン・カンプマンによるウェルター級ワンマッチが組まれた。

### カード変更
負傷などによるカードの変更は以下の通り。
- ボビー・ヴォルカー → ジェイソン・ハイ（第3試合）

- パウロ・チアゴ → ブライアン・メランコン（第10試合）

- デリック・ルイス vs. ナンドール・ゲルミーノ → ルイスの負傷により中止

- ジェイソン・ハイ vs. サラ・マクマン → 中止

- ダスティン・オーティズ vs. ジャスティン・スコッギンズ → 中止

## 試合結果

### アーリープレリム
第1試合 ライト級ワンマッチ 5分3R
－  ロジャー・ボウリング vs.  アベル・トゥルジーロ －
2R 4:57 ノーコンテンスト（反則）
第2試合 ウェルター級ワンマッチ 5分3R
○  ザック・カミングス vs.  ベン・アロウェイ ×
1R 4:19 ダースチョーク

### プレリミナリーカード
第3試合 ウェルター級ワンマッチ 5分3R
○  ジェイソン・ハイ vs.  ジェームス・ヘッド ×
1R 1:41 ギロチンチョーク
第4試合 フェザー級ワンマッチ 5分3R
○  ダレン・エルキンス vs.  日沖発 ×
3R終了 判定3-0（29-28、29-28、29-28）
第5試合 ウェルター級ワンマッチ 5分3R
○  ブランドン・ザッチ vs.  ジャスティン・エドワーズ ×
1R 1:23 TKO（右フック→パウンド）
第6試合 ミドル級ワンマッチ 5分3R
○  ディラン・アンドリュース vs.  パピー・アビディ ×
3R 1:32 KO（アッパー→パウンド）

### メインカード
第7試合 ミドル級ワンマッチ 5分3R
○  ブラッド・タヴァレス vs.  ババ・マクダニエル ×
3R終了 判定3-0（29-28、29-28、29-28）
第8試合 バンタム級ワンマッチ 5分3R
○  水垣偉弥 vs.  エリック・ペレス ×
3R終了 判定2-1（28-29、29-28、29-28）
第9試合 ウェルター級ワンマッチ 5分3R
○  コート・マッギー vs.  ロバート・ウィテカー ×
3R終了 判定2-1（30-27、27-30、29-28）
第10試合 ウェルター級ワンマッチ 5分3R
○  ケルヴィン・ガステラム vs.  ブライアン・メランコン ×
1R 2:26 リアネイキドチョーク
第11試合 ライト級ワンマッチ 5分3R
○  ハファエル・ドス・アンジョス vs.  ドナルド・セラーニ ×
3R終了 判定3-0（29-28、29-28、29-28）
第12試合 ウェルター級ワンマッチ 5分5R
○  カーロス・コンディット vs.  マルティン・カンプマン ×
4R 0:54 TKO（膝蹴り）

### 各賞
ファイト・オブ・ザ・ナイト： カーロス・コンディット vs. マルティン・カンプマン
ノックアウト・オブ・ザ・ナイト： ブランドン・ザッチ
サブミッション・オブ・ザ・ナイト： ザック・カミングス
各選手にはボーナスとして5万ドルが支給された。